# 沢風 (駆逐艦)
| 対潜実験艦時の沢風（1945年） |                                                                                       |
| 艦歴                         |                                                                                       |
| 計画                         | 1917年度（八四艦隊案）                                                                |
| 起工                         | 1918年1月7日                                                                          |
| 進水                         | 1919年1月7日                                                                          |
| 竣工                         | 1920年3月16日                                                                         |
| 除籍                         | 1945年9月15日                                                                         |
| その後                       | 福島県・小名浜港の防波堤                                                              |
| 要目                         |                                                                                       |
| 排水量                       | 基準：1,215トン 公試：1,345トン                                                       |
| 全長                         | 102.6メートル                                                                         |
| 全幅                         | 8.92メートル                                                                          |
| 吃水                         | 2.79メートル                                                                          |
| 機関                         | ロ号艦本式缶4基 パーソンズ式タービン2基2軸 38,500馬力                                 |
| 速力                         | 39ノット                                                                              |
| 航続距離                     | 14ノットで3,600カイリ                                                                 |
| 燃料                         | 重油：395トン                                                                         |
| 乗員                         | 154名                                                                                 |
| 兵装                         | 45口径12cm単装砲4門 6.5mm単装機銃2挺 53.3cm連装魚雷発射管3基 （魚雷8本） 一号機雷16個 |

沢風（旧字体：澤風、さわかぜ／さはかぜ）は、日本海軍の駆逐艦。峯風型駆逐艦の2番艦。艦名表記は命名された際の｢澤風｣表記を固有名詞として用いられることが多い  。本頁では｢沢風｣表記とし記載する。艦名は｢沢に吹く風｣に由来する。
この艦名は海上自衛隊の第5代護衛艦隊旗艦であり、護衛艦隊旗艦および直轄艦の廃止にともない事実上護衛艦隊最後の旗艦を務めたたちかぜ型護衛艦 3番艦「さわかぜ」に継承された。
また、計画上は峯風型の2番艦とされるが、1番艦｢峯風｣よりも早く起工、進水および竣工をしているため沢風型駆逐艦(澤風型)とも呼ばれ第二次世界大戦に参加し、日本海軍が運用した一等駆逐艦は本艦が最古参である。
大戦中に練習駆逐艦や対潜実験艦、訓練目標艦などの多種多様な用途でも運用されたが、駆逐艦籍から転籍することはなかった。

## 艦名表記について
艦名表記については、｢新字体｣が一般的でない時代に命名の段階で｢澤風｣と名付けられているため、文献などでは固有名詞として旧字体の｢澤風｣が用いられることが多い。
しかし、｢沢風｣表記自体は誤りではない。
1940年(昭和15年)に陸軍が決定した｢兵器名称用制限漢字表｣の影響を受けた国語審議会が1942年(昭和17年)に｢標準漢字表｣を発表したことで、｢沢風｣でも正しい艦名表記とされた。
しかし、｢標準漢字表｣の発表が戦時下ということもあり浸透はしなかったため｢沢風｣という表記が後年使用される様になったのは、戦中末期頃から戦後の1946年に内閣が改めて告示した｢当用漢字表｣や1949年の「当用漢字字体表」告示以降である。

## 艦歴
三菱造船（株）長崎造船所で建造。一等駆逐艦に類別。
1919年（大正8年）1月7日に佐世保鎮守府司令長官 財部彪中将命名の下に進水。
その後2月26日に沢風は予行運転を実施のため長崎を出港。
しかし、前型の江風型駆逐艦より採用されたばかりのパーソンズ社製のギアードタービンを三菱重工業がライセンス生産してから間もないこともあり、故障や事故が頻発した。
沢風においては、この予行運転で全力公試に移る際(タービン回転増加中)に右舷高圧タービンに振動を確認し炭素パッキン部の焼損したため予行は中止。
長崎へ帰港し開放検査をした際、右舷高圧タービンと左舷高圧タービンさらには低圧タービンで損傷が確認され、右舷高圧タービンにおいてはタービン動翼の多数脱落、タービン軸の屈曲が確認されるという重大な故障に見舞われる。
その後3月16日に海軍へ引渡し、3月17日に横須賀へ向け出港した。
1920年（大正9年）3月にネームシップの「峯風」よりも早く竣工。
同年、12月に同型艦「峯風」「矢風」「沖風」と共に第2駆逐隊を編成し、第2艦隊第2水雷戦隊に編入された。
1923年（大正12年）7月16日夜間に、大分県の佐伯湾にて演習中の第2駆逐隊であったが、同隊所属の｢矢風｣が35ノットの高速運転持続中に推進機が高熱を発し、部品の一部が溶解および流失したことで、運転不能となる事故が発生。
矢風は機関が停止したため演習中の隊列を離脱。その後沢風が曳航を開始し19日に呉へ入港した。
1924年（大正13年）6月5日 9時54分に｢沢風｣は修理を終え、主タービン減速歯車装置の試運転も兼ねて東京湾を出港する。
無事に試運転を終了し、同日11時13分に横須賀へ帰港するが、繋留の際に隣にいた神風型駆逐艦｢松風｣(この時点では第七号駆逐艦)とスクリュー同士を接触させる事故が発生。
それにより当時、第2艦隊の司令長官であった加藤寛治中将の判断により、修理を終え帰港したばかりの｢沢風｣および接触された側の｢松風｣は両艦ともスクリューに亀裂が入る損傷をしたため、入渠修理やむ無しと判断される。
1925年（大正14年）6月3日 4時10分ころに濃霧のため、和田艦長率いる駆逐艦｢沢風｣は択捉島単冠湾にある程越岬で暗礁に乗り上げる事故が発生。
艦首部に甚大な損害とキールの折損を発生させた。
その後艦底部に最大160cmの破孔を生じさせつつも離岩に成功したため、最寄りの函館船渠で修理することが決まる。しかし駆逐艦の修理資材が乏しく本格修理は困難と判断され、補強工事のみを施し横須賀工廠で本格修理を受けることが決定する。
1927年（昭和2年）9月23日 9時ころに、長浦港沖で森口艦長率いる駆逐艦｢沢風｣と曳船｢第一横須賀｣(300トン)が接触し、曳船側が沈没する事故が発生。
事故の原因は、曳船側が｢沢風が避けるであろう｣という憶測のもとで進行を続け、沢風の進路に侵入したためである。
この日はとても風が強く、本来｢沢風｣は長浦港内に停泊する手筈であったが断念する程であった。
そのため長浦港沖に停泊を試みるも、戦艦｢伊勢｣を筆頭に、重巡洋艦｢古鷹｣、軽巡洋艦｢北上｣、｢五十鈴｣および｢由良｣や｢阿武隈｣など、その他多くの艦艇がおり沖合はかなり狭くなっていた。
また｢沢風｣が目標としたブイに向かうには、停泊している艦艇と艦艇との僅かな隙間を進む必要があった。
目標地点に向かう森口駆逐艦長は、接近しつつある曳船を視認したため警笛とサイレンにて警告と注意を曳船側に促すが、曳船側はなお｢沢風｣側が別方向に向かう認識のまま進行を続けた。
｢沢風｣の進路に曳船が入ったことを即座に察知した森口艦長の的確かつ具体的な指令の甲斐があり、間一髪のところで衝突は避けられ｢古鷹｣の右舷側に｢沢風｣と曳船は｢川｣の字になる形で両艦は機関停止する。
しかしその後、｢沢風｣が再び移動しようとした際に強風に煽られたため横付けする形で停止していた曳船側との距離が急速に近くなる。
沢風乗組員総出で、甲板上から竿や木板、櫂などを用いて曳船を押し退けることで衝突回避試みるも甲斐無く｢沢風｣が曳船に衝突。衝突時の破損により曳船｢第一横須賀｣は沈没した。
1928年（昭和3年）11月15日 14時15分に北海道忍路港沖で、柴田艦長率いる駆逐艦｢沢風｣が漁船｢第三永福丸｣(9トン)と衝突し、漁船側の船首部を損壊し海難審判にまで発展する事故が発生。
1930年（昭和5年）11月、第2駆逐隊は第1航空戦隊に編入し、空母「赤城」直衛として不時着機の救助を行う、いわゆる「トンボ釣り」に従事した。
1932年（昭和7年）1月、第一次上海事変が勃発。日本海軍は野村吉三郎中将を司令長官とする第三艦隊（旗艦「出雲」）を編制する。
第一航空戦隊（空母加賀、鳳翔、第2駆逐隊《峯風、沢風、矢風、沖風》）、第三戦隊（那珂、阿武隈、由良）は、
第三艦隊の臨時編成にともない編入された第一艦隊所属の第一水雷戦隊（旗艦「夕張」、第22駆逐隊《皐月、水無月、文月、長月》、第23駆逐隊《菊月、三日月、望月、夕月》、第30駆逐隊《睦月、如月、弥生、卯月》）等と共に上海市で集結、同方面で作戦行動に従事し、｢沢風｣はその後も長江水域での諸作戦に参加した。
1935年（昭和10年）4月、館山海軍航空隊の練習艦となり、1938年（昭和13年）12月に予備艦となった際にも同航空隊練習艦として各種飛行訓練に協力。
1939年（昭和14年）11月、横須賀鎮守府練習駆逐艦となる。1941年（昭和16年）9月、再び館山航空隊付属として各種飛行訓練に協力した。
1942年（昭和17年）3月から、館山を拠点に東京湾口で対潜掃討に従事。
3月8日 16:15に特設運搬艦｢朝日山丸｣(三井物産、4,450トン)が室蘭から東京へ向かう途中、塩屋埼沖南方地点にてアメリカ軍のタンバー級潜水艦｢グレナディアー｣の雷撃を受け浸水した。
｢朝日山丸｣は浸水こそしたが沈没には至っておらず、自力航行可能であった。
被雷報告を受けた横須賀鎮守府は、館山にいる横須賀鎮守府海面防備隊の｢沢風｣に対し｢朝日山丸｣の救助および護衛を下命。｢沢風｣は｢朝日山丸｣修理のため横須賀まで回航した。
4月17日、御蔵島沖でソ連船セルゲイ・キロフを拿捕し、伊東へ連行。11月8日、横須賀に入港し訓令工事を行う。12月には室蘭までの船団護衛や東京湾口での対潜掃討に当った。
1943年（昭和18年）3月30日、横須賀工廠に入渠し5月29日まで修理を実施。
6月には横須賀 - 神戸間の船団護衛を行っていた。
同年6月23日未明、｢沢風｣は船団護衛で伊豆半島南部の神子元島沖を航行中、特設水上機母艦「相良丸」(日本郵船、7,189トン)がアメリカ潜水艦「ハーダー」の攻撃を受けてしまう。｢ハーダー｣は魚雷を4本発射して1本しか命中しなかったものの、損傷は大きく｢相良丸｣が航行不能となったため｢沢風｣は｢相良丸｣の曳航開始する。また同日に大和型戦艦｢武蔵｣の護衛のため横須賀に到着していた夕雲型駆逐艦｢玉波｣および、秋月型駆逐艦｢若月｣が、救難作業および対潜護衛の下命により協力に駆けつけ 、翌日の24日に天竜川河口北緯34度38分 東経137度53分 / 北緯34.633度 東経137.883度に｢沢風｣は｢相良丸｣を座礁させることに成功する。
しかし座礁した｢相良丸｣はその後7月4日にアメリカ潜水艦「ポンパーノ」から攻撃を受けて魚雷2本が命中。さらに激浪に翻弄されて船体の維持は困難を極めたことで、｢相良丸｣の復旧は断念されて9月1日付で船体放棄され、除籍と解傭も同日に行われた。
｢沢風｣はその後、7月に横須賀から室蘭まで船団護衛を実施。
9月9日未明に、｢相良丸｣に損傷を負わせたアメリカ潜水艦「ハーダー｣が函館に向かっていた輸送船団を発見。明け方に犬吠埼東南東11kmの地点で魚雷を3本発射し、うち1本が輸送船「甲陽丸」（日本郵船、3,022トン）に命中した。魚雷は不発だったが命中の衝撃で船体に亀裂が入り、被雷後半日経った14:00に｢甲陽丸｣の船体は放棄される。
15:00に｢沢風｣が救助に駆けつけ、曳航を開始するも16:17に｢甲陽丸｣は北緯35度23分 東経140度38分 / 北緯35.383度 東経140.633度の犬吠埼東南東11kmの地点で沈没した。なお、魚雷が不発だったためか「ハーダー」側の攻撃記録では当初「与えた損害なし」と記された。
10月26日、沢風は陽炎型駆逐艦｢浜風｣とともに空母｢飛鷹｣護衛のため横須賀を出港する。翌日に3隻は内海西部に到着した。
その後12月16日から翌年1月13日まで横須賀工廠で修理工事を行った。
1944年（昭和19年）1月14日に特設砲艦｢でりい丸｣を囮船にして潜水艦を誘い出し、迎撃する乙作戦支隊に参加。詳細は後述参照。
その後も東京湾口で船団護衛を実施。2月から尾鷲を基地として紀伊半島方面での対潜掃討、船団護衛に従事。
6月28日 軽巡洋艦｢大淀｣の護衛に従事。
11月29日 尾鷲港にいた｢沢風｣は伊勢防備隊から紀伊半島の潮岬沖にいる｢味方損傷空母｣曳航および護衛協力の指令が下る。
この空母はアメリカ海軍のバラオ級潜水艦｢アーチャーフィッシュ｣から魚雷攻撃を受けた、大和型戦艦を改装した航空母艦｢信濃｣であった。
翌日の30日8時に第三海上護衛隊からの指令により、｢沢風｣駆逐艦長による掃討隊の指揮および｢信濃｣を被雷させた潜水艦に対し｢徹底的攻撃撃滅｣の命が下る。
12月18日、横須賀港に戻り、海軍対潜学校練習艦となった。
1945年（昭和20年）2月4日、 横浜に入港し、3月18日まで対潜実験艦への改造工事を実施するも、5月5日に再度横須賀鎮守府の練習駆逐艦として再配備される。第1特攻戦隊の特攻攻撃訓練目標艦として運用された。
その後、横須賀において無傷で終戦を迎えた。9月15日に除籍され、船体は福島県の小名浜港で防波堤に転用された。

## 囮作戦部隊による戦果と顛末
1944年（昭和19年）1月14日、「沢風」が所属する横須賀鎮守府は八丈島方面での敵潜水艦を囮船で誘い出し対潜掃討を行う作戦(敵潜水艦誘致作戦)として客船に見立てた特設砲艦｢でりい丸」(大阪商船、2,205トン)と、迎撃および護衛のため｢第50号駆潜艇｣の2隻に乙作戦支隊を編成を命じた。
途中で｢沢風｣と｢第23号掃海艇｣も合流する手筈であり、横須賀海軍航空隊および館山海軍航空隊も作戦を支援した。（機密横鎮電令作27号）。
1月15日正午に囮作戦は決行され、22時ころに囮部隊の護衛として対潜掃討をしていた神風型駆逐艦「旗風」と千鳥型水雷艇「千鳥」は、横須賀鎮守府の命令により、兵庫県(神戸)から三重県(英虞湾)へ向かう｢第8116船団｣の護衛のため、囮部隊の護衛を中止し離脱した(機密横鎮伝令第32号)。
22時40分に｢でりい丸｣と合流を目指していた｢第23号掃海艇｣も横須賀への帰投が発せられる(伝令作第12号) 。以降、八丈島まで向かう｢でりい丸｣｢第50号駆潜艇｣の作戦指揮は｢でりい丸｣の中村砲艦長が指揮をすることとなる。
横須賀を出撃した「でりい丸」と第50号駆潜艇は、4kmの間隔を開けて並列した掃討隊形を組み、速力8ノットで之字運動しつつ作戦海域へ南下した。伊豆大島東方37km付近で「でりい丸」が敵潜水艦らしき反応を捉えたが、確信が得られなかった。1時間ほどで捜索を打ち切った2隻は南下を続けた。
このとき、アメリカ潜水艦「ソードフィッシュ」が「でりい丸」を密かに発見していた。「でりい丸」を単なる商船と判断した「ソードフィッシュ」は攻撃を決意し、1月16日午前0時20分頃、御蔵島東北東37km付近（日本側記録）・北緯34度04分 東経139度56分 / 北緯34.067度 東経139.933度（アメリカ側記録）の地点にいた「でりい丸」に対し雷撃を加えた。日本側は水中聴音機を使用中だったが魚雷のスクリュー音を捉えられず、魚雷の航跡も視界は比較的良好にもかかわらず発見できなかったため、被弾まで「でりい丸」はまったく襲撃に気付かなかった。
魚雷は「でりい丸」の船首左舷に命中し、船体が船橋から前後に切断された。老朽化の影響か船首側は分解してしまったが、船尾側は破断個所からの浸水を一時は食い止めて沈没を免れるかと思われた。そこで、逆進して三宅島へ擱座しようと努力したが、次第に風が強まって風速15-17mに達し、高波により船体上面からも浸水して石炭庫が満水となった。16日午前3時37分に総員退去が命じられ、わずか2分後に沈没した。予想外の急な沈没だったため救命ボートを降ろす間もなく、乗員の約8割にあたる軍人145-155人・軍属6人が戦死した。船橋から海に投げ出された艦長以下43人だけが護衛艦艇によって収容された。
｢でりい丸｣の被雷を確認した｢第50号駆潜艇｣は0時20分に潜水艦を捕捉。対潜掃討を行った。
この際、接近する艦艇を確認した｢ソードフィッシュ｣は潜航し様子を伺った。爆雷は近距離や直上でさく裂したが｢ソードフィッシュ｣に損害を与えることはなかった。
その後、2時50分に｢第50号駆潜艇｣は潜航し沈黙を続ける｢ソードフィッシュ｣を見失ってしまった。その後｢第50号駆潜艇｣は｢でりい丸｣損害悪化の報せを受けて海域を離れ｢でりい丸｣へ急行した。3時15分に｢ソードフィッシュ｣は浮上し、東京湾南西方向へ全速で海域を離脱した。
中村砲艦長は海面へ叩き出されたため、昏睡した状態で漂流。2時間後(1月16日5時)に｢第50号駆潜艇｣に救助された。
8時に｢でりい丸｣被雷の報せを受け急行していた｢沢風｣と｢第23号掃海艇｣が合流。
さらに4時間後(1月16日12時)に昏睡状態から目を醒ました中村砲艦長の指揮の下で、救助された｢第50号駆潜艇｣を旗艦とし｢囮部隊｣の作戦が開始されたが、すでに｢ソードフィッシュ｣が海域から離脱してから9時間が経過していた。
15時に横須賀鎮守府長官から｢横須賀基地航空隊｣および｢館山海軍航空隊｣に対し潜水艦への索敵制圧攻撃命令が発せられる。
15時20分に｢でりい丸｣沈没地点から南西約10km方向にて航空機が敵潜水艦を発見し爆撃を開始したことを｢囮部隊｣が確認。｢沢風｣｢第50号駆潜艇｣
｢第23号掃海艇｣の3隻は急行する。
15時55分に現場へ駆けつけ、｢沢風｣も敵潜水艦を捕捉。
航空機が｢第50号駆潜艇｣の艦先に爆弾を落とす、潜水艦付近に発光器を落とし攻撃目標地点とするなどして、艦隊誘導を行い攻撃することにより海面に油による油膜の発生を確認。
続けて日没するまでの間北緯33度52分 東経139度55分地点付近を攻撃点とし、航空機による爆撃のほかに3隻による合計30発の爆雷(沢風:12個、第23号掃海艇:8個、第50号駆潜艇:10個)を使用した徹底した対潜爆雷掃討を実施する。
17時51分、日没と同時に水中爆発音を確認すると同時に、これまでには無かった火煙を伴う大きな水柱が発生。
その後も海面が暗くなるまで継続し攻撃を続け、海面への油膜および大量の気泡が海面下より湧き出ることを確認。しかし、すでに日は落ちており、その場で撃沈を確認することはできなかった。
また、｢でりい丸｣の機密文書が無人の救命ボートに乗せられており行方不明となり流出が懸念されたため、｢囮部隊｣は機密文書の捜索を行うこととなった。敵潜水艦の撃沈判定は、翌日の夜明けに攻撃点を訪れ再度確認することとなる。
攻撃直後の1月16日の日暮れには、御蔵島から東北東へ23.5海里(約43km)地点から北東方向へ1kmに渡り多量の重油の流出を確認。さらに｢沢風｣が同攻撃点から、大量の気泡が湧き出し続けていることを確認。翌日17日の日没後までに同一地点にて、継続して多量の油や気泡が流出し続けていることを観測。再浮上が無いことから敵潜水艦の｢撃沈確実｣と判定し、各基地航空隊および囮部隊の共同戦果とされた。
その後、近海にてさらに潜水艦出現が通報されたため、｢沢風｣は補給のために横須賀への帰投が命じられ、｢第50号駆潜艇｣｢第23号掃海艇｣は現場へ急行した。｢でりい丸｣の機密文書は海没したと判断され捜索は中断。囮部隊は解散となった。
しかし、上述の戦闘詳報や、複数の航空機および艦艇がその潜水艦を確認しているが、同時期の同海域にて損傷および喪失に該当する潜水艦はアメリカ海軍側の記録に存在しない。
ただし、アメリカのガトー級潜水艦｢スコーピオン｣が公式の記録では1月5日(囮作戦の10日前)に日本近海の太平洋上の推定位置北緯30度07分 東経167度30分 / 北緯30.117度 東経167.500度にて潜水艦｢ヘリング｣と合流し離れて以降に消息を絶ち、1月5日以降に戦没したとされているが
｢スコーピオン｣の正式で詳細な行動が不明であり、戦没も確認されていないため囮作戦との関連は不明である。
戦後の調査によって最終的に、一連の作戦にて｢撃沈判定｣を下した潜水艦は｢でりい丸｣を沈めた｢ソードフィッシュ｣であるとされ、該当の｢ソードフィッシュ｣はとうに海域を離脱していたため、一連の戦果は｢誤認戦果｣であると判定された。
しかし｢ソードフィッシュ｣は、大規模な捜索や対潜掃討が開始される12時間も前に離脱し友軍へ戦果報告を行っており、各航空隊および囮部隊が発見・攻撃した｢敵潜水艦｣とする存在や、湧き出続けた大量の油と気泡の正体は現在でも不明である。

## 対潜実験艦改造工事
1945年2月4日から実施された対潜実験艦への改造工事は、以下のように実施された。
- 主砲は4番主砲を残して撤去
- 1番砲跡に15cm9連装対潜噴進砲（対潜迫撃砲）を装備
- 魚雷兵装は全て撤去
- 25mm連装機銃4基、同単装機銃4挺を増設
- 前檣を三脚檣に変更
- 艦橋に22号電探を装備
- 爆雷36個を搭載

## 沈船防波堤時代
終戦後、国としての方針は食料増産であり、その一環として漁獲高を上げることにも力が注がれることとなる。
当時の小名浜港は防波堤がなかったため、小規模な防波堤を作ることが急務とされた。
しかし、終戦後はコンクリートや石材などの資材が不足しており、廃艦を沈めればそれだけで数100m近くの防波堤ができるため、連合国軍最高司令官総司令部 (GHQ) からの強い方針もあり、日本各地で、軍艦防波堤（響灘沈艦護岸）を初めとした、旧大日本帝国海軍の艦艇を利用した防波堤工事が実施されることとなる。
沢風は、1948年（昭和23年）に浦賀船渠にて解体・改装される。マストや艦橋など船体上部構造をすべて取り除かれ、海に浮かぶ、錨を下ろすことができるなど必要最低限の状態となり、その後栗橋 に曳航されながら、小名浜港へ到着する。
その後、同年の4月2日に沈船作業が実施された。作業内容は以下である。
- 05:30 - 作業員18名での土砂流入による沈設作業が開始
- 13:15 - 船体内部に注水作業を開始。
- 14:45 - 船底着座が確認されたことにより、防波堤として完成。

上記作業を経て、沢風は日本で初めて軍艦を利用した沈船防波堤として完成し、28年間の駆逐艦としての生涯を終えたのである。
その後、同年8月25日に、汐風も近くの一号埠頭付近に沈設された。
また、沢風と汐風の防波堤は、沈設の際から｢軍艦の船底には数トンもの鉛が大量にある｣とまことしやかに囁かれており、事実、駆逐艦は船体の重心を下げ、復原性を高めるために当時は鉛を大量に使用していた。
そのため、防波堤の完成時から鉛や鉄材を狙う多くの解体業者に目をつけられることとなる。
なお、沢風は当時の連合国軍最高司令官総司令部 (GHQ) からの厳命もあり、蒸気タービンを取り外さずに沈設したために金目の物が多く、鋸やハンマーをはじめプラズマ切断機（酸素切断機）などが用いられ、鉄板は剥がされ、船内の配線は引き抜かれ荒されるなどの盗掘被害を被った。
複数回に渡り、大掛かりで規模が小さいとは言えない盗掘に発展したことで船内にコンクリートが流し込まれるなどの対応がなされた。
幸いな事に、機関部などに関しては海面よりも下に埋設されていたため、盗掘者も手が出せなかったようであり、荒らされるなどの被害はなかった。

## 防波堤の解体とその後
小名浜港の魚市場前に沢風を用いた防波堤が完成してから、1年後の1949年（昭和24年）2月頃に魚市場の拡張に伴い市場拡張の妨げとなる沢風防波堤を撤去する計画が立案され、1965年（昭和40年）10月に防波堤の解体・撤去作業を開始した。
その際に沢風からは250トンもの鉄材スクラップが出ることが分かり、福島県は沢風の鉄材スクラップを競争入札にし、錨と三崎公園に保管・展示されている蒸気タービンなども含め、当時は売却が検討された。
この当時沢風の乗組員が多く存命しており、記念として一部を残したいという声が出たため、いわき市側で申し出るように要請。
この話を聞いた旧海軍軍人および軍属で結成されている海桜会が沢風の艦先をそのまま残すことを検討したが、大きすぎるため断念。
代案としてスクリューを残すことを申し出た情報はあるものの長年埋没していた影響もあり、取り出せるかは不明とされていた。
この他にも県に対し旧海軍出身の方々の陳情が提出されたため、いわき市名義でスクラップが払い下げられ、展示などの活用は地元の海友会に一任されることとなった。
解体後、沢風のスクラップはいわき市小名浜市民会館前の広場に活用が決定するまで一時保管されることとなる。
しかし、その後は約10年近くに渡り公民館前に風雨をその身に受けながら放置されることとなり、地元民にすらその存在を忘れられた。
屋外にスクラップが設置されてから時は流れ、社団法人海洋学校調査部が防波堤となった沢風および、汐風を調査していた。
その過程で公民館前に沢風のスクラップが放置されていることを知り、地元の海友会を通じ永久保管に乗り出す。
また、市民が集う公民館の前に廃材スクラップが長年放置されていることについて、市民からの批判・反対の声が寄せられていた時期と重なっており、市が古物商へ約15万円程度で売却する寸前であった。
そこへ海友会などの元軍人たちが駆けつけ当時の大和田弥一市長に記念碑設立の趣旨を説明、協力を要請することで売却は一時中断。
一行の説明を聞いた大和田市長が、海友会に無償でスクラップ払い下げ、記念碑を設立する予定の三崎公園の市有地を提供することを快諾したことで、ようやく沢風のスクラップを用いた記念碑が建立することが決定される。
1973年(昭和48年)11月3日に当時の福島県海友会会長が吉田真治元海軍大尉であり、高松宮宣仁親王の教官として勤務していたこともある縁から宣仁親王を式典へ招き、艦魂碑除幕式が執り行われた。
野外展示されている沢風の蒸気タービンの土台部分のプレートに記載されている「艦魂」の文字は高松宮宣仁親王が筆を取られたものである。
なお現在の記念碑は沢風の蒸気タービンのみが展示されており、その他に残存していたはずの錨など沢風のスクラップがその後どのように活用されたかなどの用途は不明のままである。
余談ではあるが沢風の防波堤であった際の埋設地点は、現在の魚市場前の防波堤よりも半分ほど魚市場側に近い距離であり、現在の防波堤地点ではない。

## 長崎造船所の沢風模型
駆逐艦｢沢風｣を建造した三菱重工長崎造船所は、
全型1/4インチスケールの沢風模型を所有していた。  
その模型は当時の海軍省としても希少なものであり、
海軍省から三菱重工長崎造船所長への依頼により、
大正中期ごろから昭和前期にかけて日本全土、ひいては当時の満州国や上海などの博覧会や展覧会にも貸し出され展示されており大日本帝国海軍の広報活動に寄与した。
最終的には、1937年(昭和12年)の年末に海軍省から三菱重工長崎造船所に対し、暹羅国(タイ王国)憲法発布記念陳列会に出品のため従来の｢貸出/出品依頼｣ではなく、沢風模型のタイ王国海軍省(暹羅国海軍省)へ｢譲渡願い｣が出されており、12月31日に三菱重工長崎造船所側で許可されたことを最後に、その後の行方や活用方法は分かっていない。

## 歴代艦長
※『艦長たちの軍艦史』219-221頁による。階級は就任時のもの。

### 艤装員長
- 神本国太郎 少佐：1918年12月1日 - 1919年4月1日[79]
- （心得）神本国太郎 少佐：1919年4月1日[79] - 1919年7月18日[80]
- （兼・心得）神本国太郎 少佐：1919年7月18日[80] -

### 艦長
- （心得）神本国太郎 少佐：1919年7月18日[80] -
- 田村重彦 中佐：1920年12月1日 - 1921年12月1日
- 山田松次郎 中佐：1921年12月1日 - 1923年10月15日[81] ※1922年9月20日より予備艦
- （心得）松田鹿三 少佐：1923年10月15日[82] - 1924年12月1日
- 和田省三 中佐：1924年12月1日 - 1925年11月10日
- 荒糺 中佐：1925年11月10日 - 1926年2月1日
- 清水長吉 少佐：1926年2月1日 - 1926年12月1日
- 森口重市 少佐：1926年12月1日 - 1927年11月15日[83]
- 柴田力 少佐：1927年11月15日 - 1929年11月30日[84] ※1928年12月10日より予備艦
- 阪匡身 少佐：1929年11月30日[84] - 1931年11月14日[85]
- （兼）河西虎三 少佐：1931年11月14日 - 1931年12月1日
- 伊集院松治 少佐：1931年12月1日 - 1932年12月1日
- 則満宰次 少佐：1932年12月1日 - 1934年5月25日
- 石原繁 少佐：1934年5月25日 - 1934年10月22日[86] ※10月22日より予備艦
- （兼）成田茂一 少佐：1934年10月22日[86] - 1934年11月15日[87]
- （兼）吉田義行 少佐：1934年11月15日[87] - 1935年4月1日[88]
- 久保田智 少佐：1935年4月1日 - 1935年5月23日 ※館山航空隊練習艦
- 吉見信一 少佐：1935年5月23日 - 1935年11月15日
- 鬼塚武二 少佐：1935年11月15日 - 1936年12月1日
- 森寛 少佐：1936年12月1日 - 1937年11月15日[89]
- 戸村清 少佐：1937年11月15日 - 1938年8月1日[90]
- 松原瀧三郎 少佐：1938年8月1日 - 1938年12月2日[91]
- 石井汞 少佐：1938年12月2日 - 1940年10月15日[92] ※12月5日より予備艦 引き続き館山航空隊練習艦
- 小野四郎 少佐：1940年10月15日 -
- 神浦純也 少佐：1942年5月12日 -
- 村上忠臣 少佐：1942年11月15日 -
- 森幸吉 少佐：1943年3月5日 -
- 二ノ方兼文 少佐：1943年6月20日 -
- 酒匂雅三 大尉：1943年10月1日 -
- 下田隆夫 少佐：1944年8月25日 -